# ロブスター戦争
ロブスター戦争（ロブスターせんそう。ロブスター作戦（Lobster Operation）とも呼ばれる。ポルトガル語: Guerra da Lagosta、フランス語: Conflit de la langousteは、1961年から1963年にかけてブラジルとフランスの間でロブスター漁をめぐり発生した紛争である。ブラジルは、ロブスターは「大陸棚を這う生物」であると主張して、ブラジル北東沖100マイル（160キロメートル）以内の漁獲を禁止したが、フランスは「泳ぐ生物」であるとし、いかなる国の漁船でも獲ることができると主張した。紛争はブラジルが一方的に領海を200海里 (370 km; 230 mi)に拡大し、係争中のロブスターの生息地を取ることで解決した。

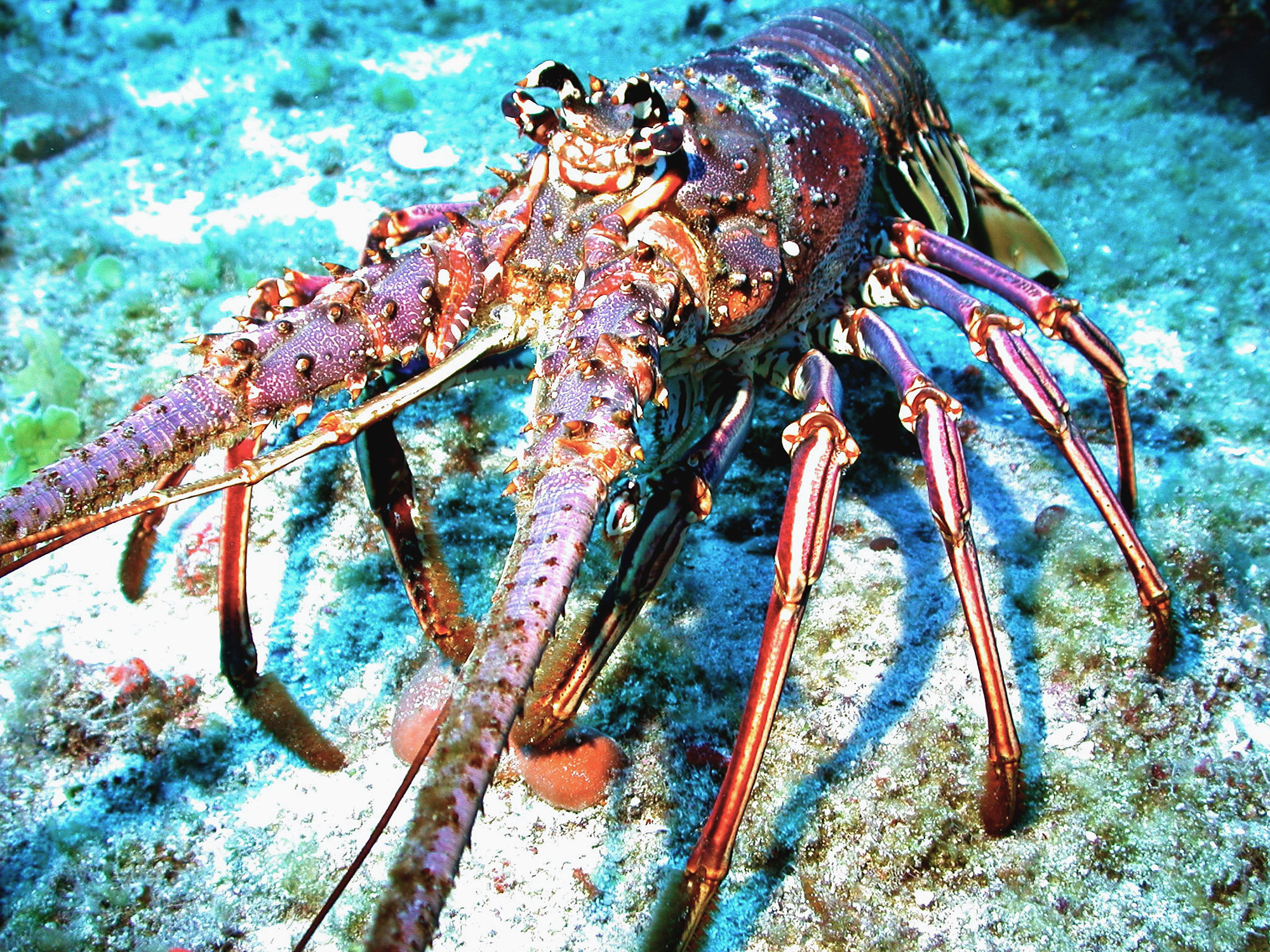
ロブスター

この外交事件は、海洋法に関する国際連合条約の起草よりはるか昔に起こったものであるが、紛争は1964年12月10日の合意署名により終結した。その合意では、フランスの漁船26隻に5年を越えない期間の漁業権が認められ、いわゆる「指定地域」での漁業活動から一定額の利益をブラジルの漁師に提供することが定められた。 

## 紛争の状況
1961年、モーリタニア沖で多額の利益を上げて操業していたフランスの一部の漁師が、大西洋の反対側に漁場を広げることとし、ブラジル沖、水深250–650フィート (76–198 m)の大陸棚でロブスターを発見した。しかし地元の漁師が、ペルナンブーコ沖でロブスターを獲るためフランスから大型船が来ていると訴えたことから、ブラジルのアルノルド・トスカーノ（Arnoldo Toscano）提督は、フランスの漁船がいる海域に2隻のコルベットを向かわせた。地元漁師の主張が正当と判断したブラジル艦の船長は、フランスの漁船に外洋へ退出し、大陸棚をブラジルの漁船に譲るよう要求した。フランスの漁船がこの要求を拒否し、フランス政府に駆逐艦を漁船に同行させるよう求めるメッセージを無線で送信すると、状況は緊迫を増し、ブラジル政府は多くの船を警戒態勢に置くようになった。

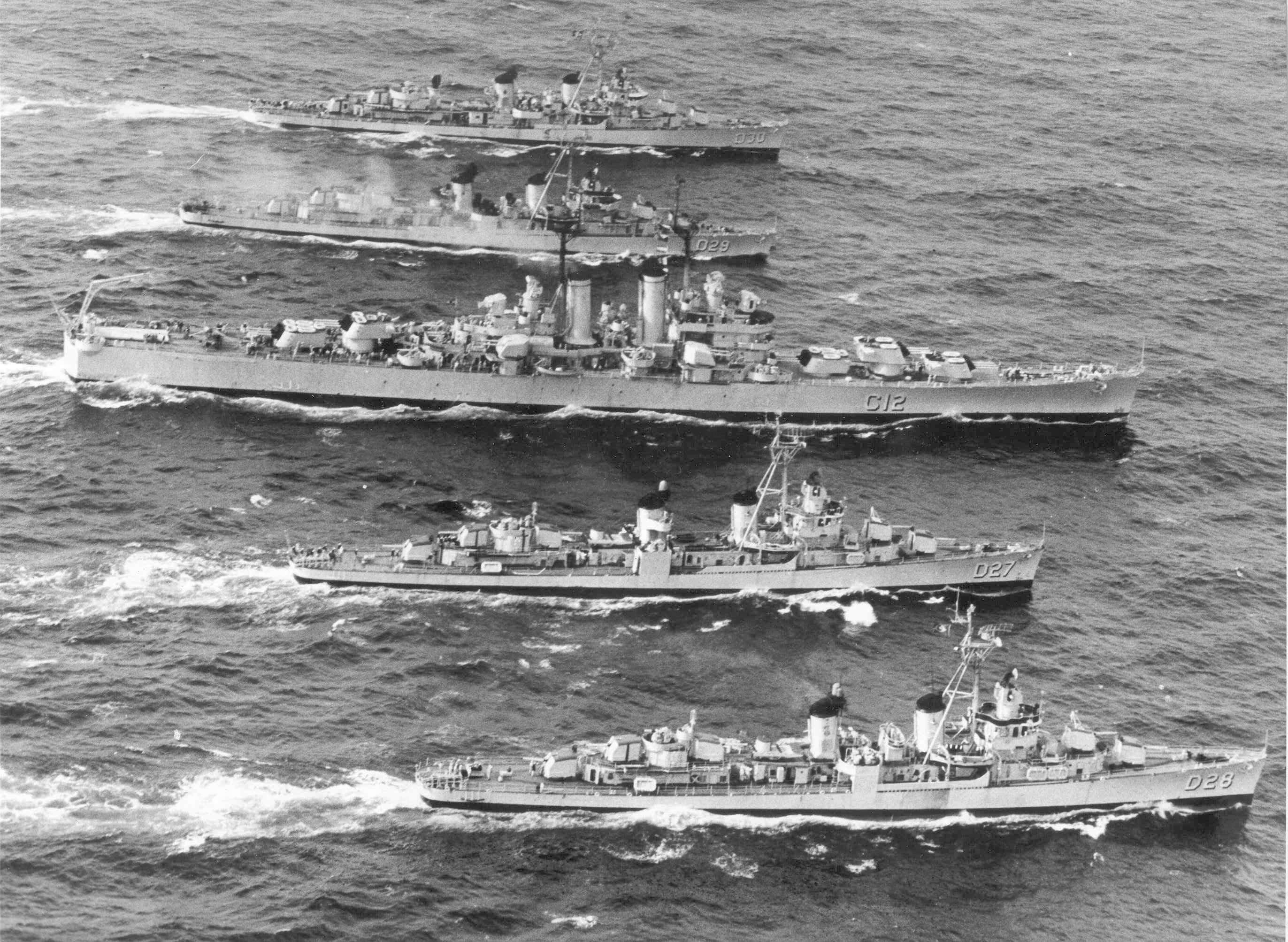
ブラジル海軍の戦隊。フレッチャー級駆逐艦4隻に守られる巡洋艦タマンダーレ。

同日、ブラジルのエルメス・リマ外相は、フランスの行動を敵対行為とみなし、「フランスの態度は容認できないものであり、ブラジル政府は譲歩しない。ロブスターを獲ることはできない。」と述べた。リマは部下と秘密会合を行い、フランスとのロブスター戦争の進展状況を検討した。一方、フランスのシャルル・ド・ゴール大統領は、ブラジル沖でロブスター漁を行っている漁船へのブラジルの妨害に対して漁船を守るため、2月21日に2,750トンのデュプレ級駆逐艦タルテュ（Tartu）を派遣したが、緊張緩和のために撤退を決定した。ブラジル大統領ジョアン・ゴラールは、フランスに対し48時間以内にすべてのフランス船を引き揚げるよう伝達した。フランスが海域を離れることを拒否したため、1962年1月2日にブラジル海軍はブラジル沿岸にいたフランス鑑カシオペ（Cassiopée）を拿捕している。その後も1963年4月まで、両国はロブスターをめぐり戦争を行うか否か検討していた。

## 論争

### 科学的見解
1966年7月6日、レンヌの行政裁判所は、ロブスターは魚のようなもの、つまり、外洋を泳ぐことから大陸棚に属するとはみなされないというフランス政府の主張をまとめた。一方ブラジルは、ロブスターは海底に張り付くという点でカキのようなものであり、したがって大陸棚に属すると主張した。ブラジル海軍の海洋学の専門家で、一般的な議論の中で外交委員会を支援するために派遣されたパウロ・モレイラ・ダ・シルバ（Paulo Moreira da Silva）提督は、カンガルーが「飛び跳ねる」ときには鳥とみなすという前提を受け入れるというのなら、ブラジルは海底で「跳躍」するからロブスターを魚とみなすというフランスの見解を受け入れると主張した。

### 船主の損害賠償請求
1963年1月から3月の漁獲シーズンに生じた損失に対してフランス政府から補償を得ようとした2人の船主、セルトン（Celton）とステファン（Stephen）は、全く補償の権利を有していなかった。というのも、フランス政府はブラジルの一方的行動による損失の責任は負えないとしていた。その後、国務院は、フランス政府が船主に、公海またはブラジル沖でロブスターを獲るために船を送る免許を与えたという原告の主張を却下し、免許を与えられたのは船主ではなく船長である、つまり損失は、特定海域ではなく公海で漁をするために船を操縦する船長に属すると決定した。フランス政府がそのような行為を許可したという証拠はなく、原告の訴えは却下された。